# Kovács Ferenc (színművész)
Vasvári Kovács Ferenc, írói nevén: Vasvári Ferenc, született: Kovács Ferenc Árpád Lajos (Komárom, 1855. január 20. – Budapest, 1881. április 25.) színész, író.

## Élete
Vasvári Kovács Ferenc tanár, író és Krausz Leopoldina fiaként született, 1855. január 21-én keresztelték. Már gyermekként is fantasztikus egyéniség volt, ugyan rosszul tanult, de korán megszerette a könyveket. 18 évesen megnősült, felesége Stancsics Hermina, a Népszínház kardalosa volt. Korán kezdte színészi pályáját, a Népszínház tagja volt; azonban a színpadon nem vitte sokra, így inkább az irodalommal foglalkozott, drámákat írt. 1881. április 25-én pisztollyal vetett véget életének 26 éves korában Budapesten. Íróként a Vasvári Ferenc nevet használta.
Beszélyeket írt és szerkesztette a Földgömb című szépirodalmi képes hetilapot 1880. január 4-től március 28-ig Budapesten.

## Munkái
- Két rab. Budapest, 1875.
- A fekete torony. Regény. Budapest, 1875. Három kötet. (Piros Könyvtár 15-17.)
- Viktorin. Regény. Arad, 1880. Három kötet.